# Soisy-sur-École
Soisy-sur-École è un comune francese di 1 388 abitanti situato nel dipartimento dell'Essonne nella regione dell'Île-de-France.

## Società

### Evoluzione demografica
Abitanti censiti